# Gumersindo Ipinza González
Gumersindo Ipinza González, (Chile, 1854-Santiago, 1901) fue un militar, compositor y letrista chileno que participó activamente de la vida militar.

## Adiós al 7° de Línea
Luego de la disolución del Batallón 7° de Línea " Carampangue" un 25 de abril de 1877, Gumersindo Ipinza escribiría una letra para una marcha en conjunto con el compositor Luis Manuel Mancilla que le haría la famosa partitura que titularían "Mi Adiós al 7° de Línea".

## Conflictos bélicos
Al inicio de la Guerra del Pacífico un 5 de abril de 1879, Gumersindo se volvería director de la banda del Regimiento Aconcagua y el Regimiento Atacama ostentando el grado de músico mayor de este último. Tras la Guerra Civil de 1891 donde apoyaría al bando congresista, Gumersindo terminaría sus últimos años de vida siendo profesor y director de bandas municipales en Coquimbohasta su fallecimiento en Santiago, 1901.